# لحظه (فیلم آینده)
لحظه (انگلیسی: The Moment) فیلم درام آمریکایی به کارگردانی آیدن زامیری است. فیلم‌نامهٔ این فیلم را زامیری به همراه برتی برندیس نوشته است. از بازیگران فیلم می‌توان به چارلی ایکس‌سی‌ایکس، الکساندر اسکاشگورد و رزانا آرکت اشاره کرد.

## داستان
این فیلم یک مستندنما است که حول محور یک ستارهٔ موسیقی پاپ می‌گردد که در آستانهٔ برگزاری نخستین تور مستقل خود به عنوان هنرمند اصلی قرار دارد.

## بازیگران
- چارلی ایکس‌سی‌ایکس
- الکساندر اسکاشگورد
- رزانا آرکت

## تولید
در ژانویهٔ ۲۰۲۵ اعلام شد که چارلی ایکس‌سی‌ایکس به گروه بازیگران پیوسته و آیدن زامیری کارگردانی آن را بر عهده دارد. فیلم‌نامه را نیز زامیری به همراه برتی برندیس نوشته است. ایکس‌سی‌ایکس و دیوید هینوخوسا تهیه‌کنندگی فیلم را از طریق استودیو۳۶۵ و توای‌ام انجام می‌دهند و شرکت ای۲۴ نیز توزیع آن را بر عهده خواهد داشت. در مارس ۲۰۲۵، الکساندر اسکاشگورد، ترو مولن، رزانا آرکت، آیزاک کول پاول، کیت برلنت، ریش شاه و جیمی دمتریو به گروه بازیگران فیلم پیوستند.

### فیلم‌برداری
تصویربرداری اصلی از مارس ۲۰۲۵ در لندن، انگلستان آغاز شد.